# فرودگاه افوتارا
فرودگاه افوتارا (به انگلیسی: Afutara Airport) یک فرودگاه با کد یاتا AFT است . این فرودگاه در کشور جزایر سلیمان قرار دارد .

## شرکت‌های هواپیمایی و مقصدهای پروازی
| شرکت‌های هواپیمایی | مقصدهای پروازی |
| ----------------- | -------------- |
| Solomon Airlines  | هونیارا        |